# Maàt
Maàt, Maat sau Ma'at este zeița adevărului, legilor și moralității în mitologia egipteană. Reprezenta un concept spiritual ce făcea referire la ordinea și armonia rezultate în urma creației divine. Adesea, ea este reprezentată sub înfățisarea unei zeități feminine responsabilă cu protejarea dreptății și a succedării armonioase a ciclurilor naturale. 
Avea, de asemenea, un rol major în cultul funerar și în judecarea decedatului la Curtea Dreptății dominată de Osiris. Se spune că obișnuia să pună o pană în balanță cu inima decedatului. Dacă acesta trăise conform legilor zeiței Maat, inima era ușoară și nu atârna în balanță. Dacă decedatul nu trăise în adevăr și armonie, pe placul zeiței Maat, balanța se înclina în defavoarea lui. Inima sa urma să fie devorată de o ființă malefică monstruoasă, Ammit. 
Maat este prezentată ca o femeie care poartă în păr pene de struț. În unele reprezentări ea este îngenuncheată, cu brațele larg deschise precum niște aripi. În perioada Noului Regat, faraonii au început să încorporeze numele zeiței Maat titlului lor și să susțină că viața lor se desfășoară conform regulilor zeiței Maat.
Opusul ei ideologic era Isfet (în egipteană jzft), care înseamnă nedreptate, haos sau violență.

## Nume

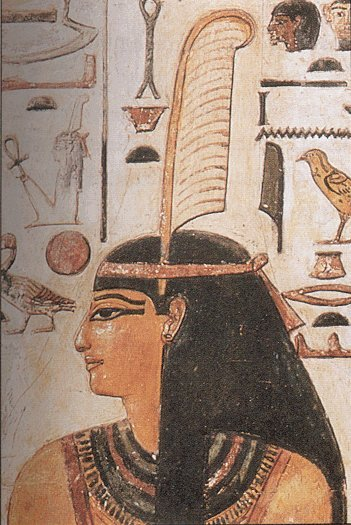
Maat purtând pana adevărului

Textele cuneiforme indică faptul că cuvântul m3ˤt a fost pronunțat /múʔʕa/ în timpul Noului Regat al Egiptului, după ce a pierdut terminația feminină t. Asimilarea vocală a lui u cu e a produs mai târziu cuvântul copt ⲙⲉⲉ/ⲙⲉ "adevăr, dreptate".

## Istorie

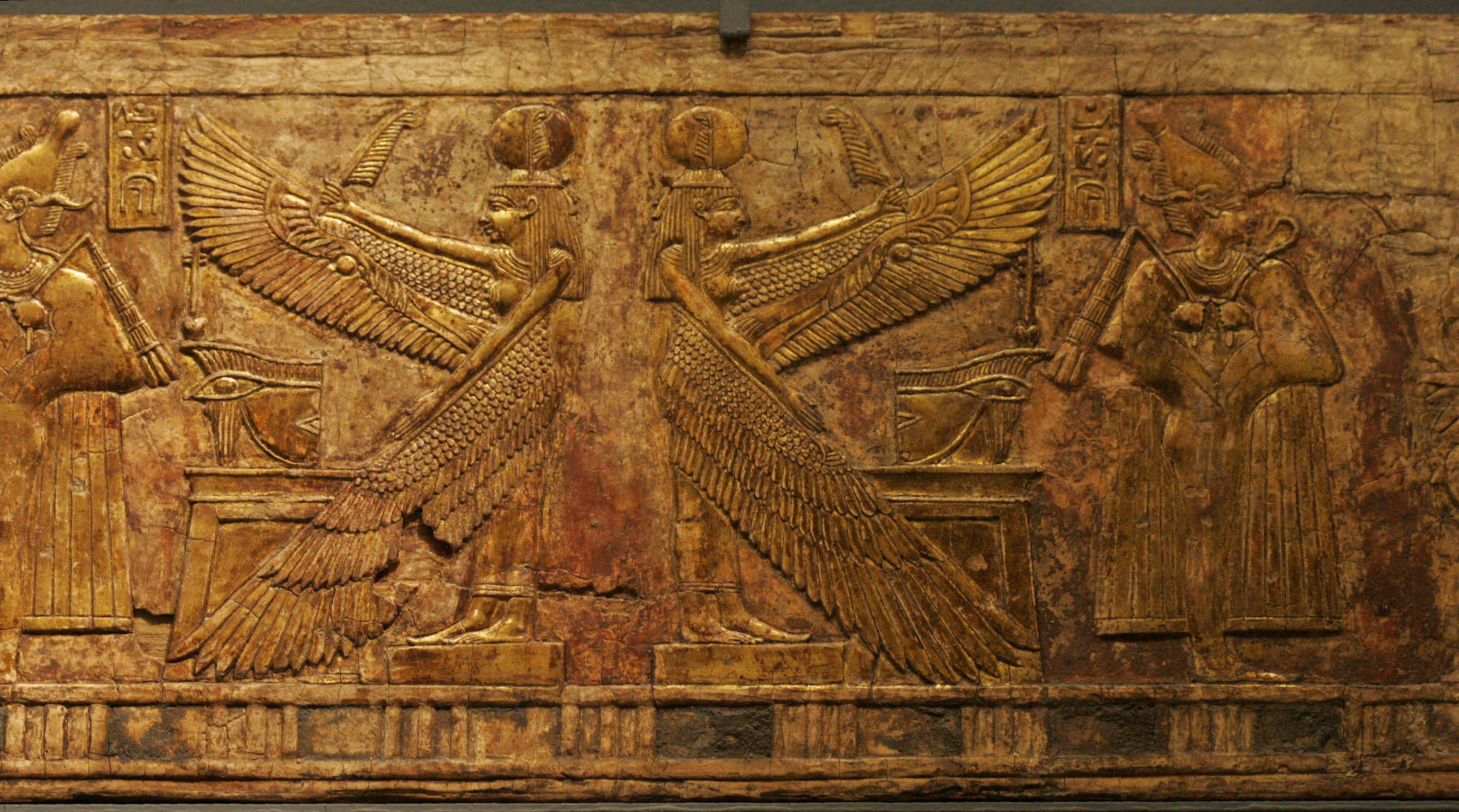
Maat înaripată alături de Osiris
(Muzeul Luvru)

Primele înregistrări care au supraviețuit și care indică faptul că Maat era norma pentru natură și societate, în lumea vie și cea a morților, au fost identificate în timpul Vechiului Regat al Egiptului, cele mai vechi exemple substanțiale care au supraviețuit fiind găsite în textele piramidei lui Unas (cca. 2375 î.Hr. și 2345 î.Hr.). Imagini și menționări ale lui Maat ca zeiță au fost documentate încă de la mijlocul Vechiului Regat (c. 2680 - 2190 î.Hr.).
Mai târziu, când cele mai multe zeițe au fost asociate cu o divinitate masculină, omologul ei său a fost Thot, deoarece atributele lor erau similare. În alte relatări, Thot a fost împerecheat cu Seshat, zeița scrisului și a măsurii, o divinitate mai puțin cunoscută. Grecii o vedeau pe Maat ca fiind varianta egipteană a Atenei sau a titanei Themis.
Începând cu dinastia a XVIII-a (1550 - 1295 î.Hr.), Maat a fost descrisă ca fiica lui Ra, indicând faptul că faraonii considerau că domneau prin intermediul autorității ei.

### Asesorii lui Maat
Asesorii (consilierii) lui Maat erau 42 de zeități egiptene antice minore, supuse zeiței Maat. Acestea erau însărcinate să judece sufletele morților în viața de apoi, alăturându-se judecății lui Osiris în ceremonia cântăririi inimii.

### Temple
Cele mai vechi dovezi ale existenței unui templu dedicat zeiței sunt din epoca Regatului Nou (c. 1569-1081 î.Hr.), în ciuda importanței deosebite acordate până la acel moment lui Maat. Amenhotep al III-lea a ordonat construirea unui templu în complexul Karnak. Dovezi textuale indică faptul că anumite temple ale lui Maat erau situate în Memphis și Deir el-Medina. Templul lui Maat de la Karnak a fost, de asemenea, folosit de tribunale pentru a se întâlni în legătură cu jafurile din mormintele regale în timpul domniei lui Ramses al IX-lea.

## Principiu
Maat reprezintă principiul etic și moral pe care toți cetățenii egipteni trebuiau să îl urmeze în viața de zi cu zi. Ei trebuiau să acționeze cu onoare și adevăr în chestiuni care implicau zeii, familia, comunitatea, națiunea și mediul înconjurător.
Maat, ca principiu, a fost format pentru a răspunde nevoilor complexe ale statului egiptean emergent, care cuprindea popoare diverse cu interese conflictuale. Dezvoltarea unor astfel de reguli a urmărit să evite haosul și a devenit baza legii egiptene. Încă din perioada timpurie, regele se descria pe sine însuși ca fiind "Stăpânul lui Maat", decretând Maat-ul pe care îl concepea în inima sa.

## Legături exerne
- Materiale media legate de Maàt la Wikimedia Commons